# 碁石海岸口站
碁石海岸口站（日语：／ Goishikaiganguchi eki */?）是位於岩手縣大船渡市末崎町大田，東日本旅客鐵道（JR東日本）的大船渡線BRT巴士站。
大船渡線氣仙沼站至盛站之間的鐵路服務於2020年4月1日廢止。此巴士站是在BRT化以後才設置，因此不是鐵路車站，此巴士站不會計算在JR東日本車站數目內。
在車站啟用當初，於「JR時間表」和「JTB時間表」中，此站是臨時車站，並以「（臨）」作為標記。

## 概要
在2013年9月28日，隨著小友站至大船渡站之間開設BRT專用道路，此巴士站啟用。在鐵路時代，此站不存在。為了振興末崎地區，大船渡市市長向JR東日本提出陳情書，希望JR設置此站，但是結果還未設置。當初巴士站沒有制定營業距離，會以下一站的公里數作基礎計算車費。在2014年4月1日，此站設置營業公里。

## 歷史
- 2013年（平成25年）9月28日：巴士站啟用[2]。
- 2014年（平成26年）4月1日：設定營業距離[4]。

## 巴士站構造
巴士站於專用道路上，道路兩邊均設有上落客處。在盛方向的上落客處設有候車室。專用道路只有1條行車線，因此上下行班次不可同時到發。

## 使用狀況
根據「JR東日本」，2019年度（令和元年度）1日平均乘車人次為28人。
| 乘車人次變化       | 乘車人次變化     | 乘車人次變化   |
| 年度               | 1日平均 乘車人次 | 參考資料       |
| ------------------ | ---------------- | -------------- |
| 2013年（平成25年） | 24               | [ 利用客数 2 ] |
| 2014年（平成26年） | 23               | [ 利用客数 3 ] |
| 2015年（平成27年） | 32               | [ 利用客数 4 ] |
| 2016年（平成28年） | 29               | [ 利用客数 5 ] |
| 2017年（平成29年） | 24               | [ 利用客数 6 ] |
| 2018年（平成30年） | 24               | [ 利用客数 7 ] |
| 2019年（令和元年） | 28               | [ 利用客数 1 ] |

## 巴士站周邊
- 岩手縣道38號（日语：岩手県道38号）
- 岩手縣道275號（日语：岩手県道275号）
- 大船渡市立末崎小學
- 大船渡市立末崎中學

## 相鄰巴士站
東日本旅客鐵道（JR東日本）
■大船渡線BRT
□快速、■普通
小友－碁石海岸口－細浦

## 注腳

### 使用狀況
1. 1 2  . 東日本旅客鐵道.   [2020-07-19]. （原始内容存档于2021-01-10） （日语）.
2. ↑  . 東日本旅客鐵道.   [2019-02-15]. （原始内容存档于2014-10-06） （日语）.
3. ↑  . 東日本旅客鐵道.   [2019-02-15]. （原始内容存档于2020-10-08） （日语）.
4. ↑  . 東日本旅客鐵道.   [2019-02-15]. （原始内容存档于2020-06-02） （日语）.
5. ↑  . 東日本旅客鐵道.   [2017-07-11]. （原始内容存档于2020-06-02） （日语）.
6. ↑  . 東日本旅客鐵道.   [2019-02-15]. （原始内容存档于2020-08-11） （日语）.
7. ↑  . 東日本旅客鐵道.   [2019-07-24]. （原始内容存档于2020-05-15） （日语）.

## 外部連結
- 車站資訊（碁石海岸口）：東日本旅客鐵道（日語）